# كماس
الكماس (الاسم العلمي: Camassia) هو جنس من النباتات يتبع الفصيلة الهليونية من رتبة الهليونيات.

## أنواع الكماس
- كماس رفيع
- كماس كوسيكي
- كماس هويلي
- كماس ليتشتليني
- كماس مألوف
- كماس إشقيلي
- كماس إنغلماني